# Mutualism (teorie economică)
Mutualismul este o școală anarhistă de gândire și teorie economică care pledează pentru o societate socialistă bazată pe piețe libere și uzufruct, adică norme de ocupare și utilizare a proprietății. O implementare a acestui sistem implică înființarea unei bănci de credit mutual care să împrumute producătorilor la o rată minimă a dobânzii, suficient de mare pentru a acoperi administrația. Mutualismul se bazează pe o versiune a teoriei valorii muncii pe care o folosește ca bază pentru determinarea valorii economice. Conform teoriei mutualiste, atunci când un muncitor vinde produsul muncii sale, ar trebui să primească bani, bunuri sau servicii în schimb care au valoare economică egală, întruchipând „cantitatea de muncă necesară pentru a produce un articol de exact similar și egal utilitatea”. Produsul muncii muncitorului influențează cantitatea de muncă mentală și fizică în prețul produsului lor.

## Teorie
Aspectele primare ale mutualismului sunt asocierea liberă, banca liberă, reciprocitatea sub formă de ajutor reciproc, democrația la locul de muncă, autogestionarea muncitorilor, gradualismul și puterea duală. Mutualismul este adesea descris de susținătorii săi ca susținând o piață liberă anticapitalistă. Mutualiștii susțin că majoritatea problemelor economice asociate capitalismului reprezintă o încălcare a principiului costului sau, așa cum a spus Josiah Warren în mod interschimbabil, costul limită de preț. A fost inspirată de teoria valorii muncii, care a fost popularizată – deși nu a fost inventată – de Adam Smith în 1776 (Proudhon l-a menționat ca inspirație pe Smith). Teoria valorii muncii susține că prețul real al unui lucru (sau costul adevărat) este cantitatea de muncă angajată pentru a-l produce. În termenii lui Warren ai teoriei costului limită a prețului, costul ar trebui să fie limita prețului, costul referindu-se la cantitatea de muncă necesară pentru a produce un bun sau un serviciu. Oricine vinde bunuri nu trebuie să perceapă mai mult decât costul pentru achiziționarea acestor bunuri.